# 特拉华湾
特拉华湾（英語：Delaware Bay）位于美国东北部海岸，是特拉華河的出海口，面积约782平方英里（2,030平方），混合了淡水与大西洋中的咸水。